# Крекша (деревня)
Крекша — деревня в Старорусском районе Новгородской области в составе Наговского сельского поселения.

## География
Находится в южной части Новгородской области на расстоянии приблизительно 3 км на север по прямой от районного центр города Старая Русса.

## История
На карте 1847 года уже была обозначена как мыза. В 1908 году здесь (Старорусский уезд Новгородской губернии) было учтено 7 дворов.

## Население
Численность населения: 43 человека (1908 год), 2 (русские 100 %) в 2002 году, 5 в 2010.